# Buonaccorso Buonaccorsi
Buonaccorso Buonaccorsi (Montesanto, 23 luglio 1620 – Bologna, 18 aprile 1678) è stato un cardinale italiano.

## Biografia
Nacque a Montesanto il 23 luglio 1620; un suo pronipote fu il cardinale Simone Buonaccorsi. Studiò presso l'Università di Perugia e si laureò in legge. Referendario del Supremo Tribunale della Segnatura Apostolica.
Papa Clemente IX lo elevò al rango di cardinale nel concistoro del 29 novembre 1669, con dispensa per non aver ancora ricevuto gli ordini minori.
Partecipò al conclave del 1669-1670 che elesse papa Clemente X, anche se lo dovette lasciare il 27 marzo 1670 per malattia.
Il 19 maggio 1670 il nuovo papa gli concesse la berretta cardinalizia con il titolo di Santa Maria della Scala. Il 17 aprile 1673 fu nominato legato pontificio a Bologna. Partecipò al conclave del 1676 che elesse papa Innocenzo XI.
Morì a Bologna il 18 aprile 1678 all'età di 57 anni e fu sepolto nella Basilica di Loreto.